# Saint-Seurin-de-Palenne
Saint-Seurin-de-Palenne là một xã trong tỉnh Charente-Maritime trong vùng Nouvelle-Aquitaine, tây nam nước Pháp. Xã Saint-Seurin-de-Palenne nằm ở khu vực có độ cao trung bình 20 mét trên mực nước biển.